# エッザトラ・アクバリ
エッザトラ・アクバリ (ペルシア語: عزت‌الله اکبری زرین‌کلایی、ラテン表記:Ezzatollah Akbari、1992年8月20日 - ) は、イランのレスリング選手。